# 平川 (熊本県)
平川（たいらがわ）は、坪井川水系に属し井芹川の支流であり、熊本県熊本市西区を流れる普通河川である。

## 地理
熊本県熊本市西区池上町付近に源を発し南流し、平公民館付近で東流し再び南流し、やがて井芹川へ注ぐ。また砂防堰堤が中流付近に存在する。

## 周辺情報
- 天文坂ニュータウン
- 池上保育園
- 西平山公園

## 周辺の道路
- 熊本県道342号砂原四方寄線（熊本西環状道路） - ただし今の所は完成していない。完成時期は未定である。

## 橋梁
- 平川橋

## 近隣の河川
- 谷尾崎川（坪井川水系）